# TFF 2. Lig
De Türkiye Futbol Federasyonu 2. Lig is de derde hoogste voetbaldivisie in Turkije. De huidige naam is naar aanleiding van een sponsorcontract Nesine 2. Lig.

## Vorm
In de 2. Lig strijden 36 teams voor drie plaatsen in de TFF 1. Lig. De 36 teams worden aan het begin van het seizoen in twee groepen van 18 verdeeld: de Rode en Witte groep. De teams voetballen thuis en uit tegen de andere ploegen.

## Promotie
De nummers 1 van de Rode- en Witte groep promoveren naar TFF 1. Lig.
De nummers 2 kwalificeren zich direct voor de finale van de eigen nacompetitie, terwijl de 3, 4, 5 en 6 eerst halve finales moeten afwerken, met een heen- en terugwedstrijd. De nummers 3 tegen 6 en de nummers 4 tegen 5. De winnaars van de finales van beide groepen spelen uiteindelijk tegen elkaar voor de laatste promotieplek naar de TFF 1. Lig.

## Degradatie
De laatste drie van iedere groep degraderen naar TFF 3. Lig, het laagste niveau in het Turks betaald voetbal.

## Kampioenen en promovendi

### Met play-off systeem
| Jaar    | Kampioen   | Tweede             | Play-off        |
| ------- | ---------- | ------------------ | --------------- |
| 2001/02 | Manisaspor | Mersin Idman Yurdu | Adana Demirspor |

### Drie competities systeem
| Jaar    | Groep A          | Groep B          | Groep C             |
| ------- | ---------------- | ---------------- | ------------------- |
| 2002/03 | Karşıyaka SK     | Türk Telekomspor | Kayseri Erciyesspor |
| 2003/04 | Fatih Karagümrük | Sarıyer GK       | Mardinspor          |
| 2004/05 | Uşakspor         | Orduspor         | Gaziantep BB        |

### Met play-off systeem
| Jaar    | Kampioen              | Tweede                   | Play-off                |
| ------- | --------------------- | ------------------------ | ----------------------- |
| 2005/06 | Kasımpaşa SK          | Gençlerbirliği Oftaşspor | Eskişehirspor           |
| 2006/07 | Boluspor              | Kartalspor               | Giresunspor             |
| 2007/08 | Adanaspor             | Karabükspor              | Güngören Belediyespor   |
| 2008/09 | Bucaspor              | Mersin Idman Yurdu       | Çanakkale Dardanelspor  |
| 2009/10 | Güngören Belediyespor | Akhisar Belediyespor     | TKİ Tavşanlı Linyitspor |

### Rode- en witte groep systeem
| Jaar    | Rode groep           | Witte groep      | Play-off                        |
| ------- | -------------------- | ---------------- | ------------------------------- |
| 2010/11 | Elazigspor           | Göztepe SK       | Sakaryaspor                     |
| 2011/12 | 1461 Trabzon         | Şanlıurfaspor    | Adana Demirspor                 |
| 2012/13 | Kahramanmaraşspor    | Balıkesirspor    | Fethiyespor                     |
| 2013/14 | Altınordu SK         | Giresunspor      | Alanyaspor                      |
| 2014/15 | Göztepe SK           | Yeni Malatyaspor | 1461 Trabzon                    |
| 2015/16 | Manisaspor           | Ümraniyespor     | Bandırmaspor                    |
| 2016/17 | MKE Ankaragücü       | Istanbulspor     | Büyükşehir Belediye Erzurumspor |
| 2017/18 | Hatayspor            | Altay SK         | Afjet Afyonspor                 |
| 2018/19 | Menemen Belediyespor | Keçiörengücü     | Fatih Karagümrük                |
| 2019/20 | Bandırmaspor         | Samsunspor       | Tuzlaspor                       |
| 2020/21 | Eyüpspor             | Manisa FK        | Kocaelispor                     |
| 2021/22 | Sakaryaspor          | Pendikspor       | Bodrum Belediyesi Bodrumspor    |
| 2022/23 | Çorum FK             | Kocaelispor      | Şanlıurfaspor                   |
| 2023/24 | Amed SK              | Esenler Erokspor | Iğdır FK                        |
| 2024/25 | Serik Belediyespor   | Sarıyer          | Vanspor FK                      |

Witte Groep: 24 Erzincanspor · Adana 01 FK · Ankaragücü · Ankaraspor · Batman Petrolspor · Beyoğlu Yeni Çarşı · Bucaspor 1928 · Elazığspor · Kastamonuspor · İnegölspor · İskenderunspor · Karacabey Belediyespor · Karaman FK · Kepezspor · Erbaaspor ·  Muğlaspor · Şanlıurfaspor

Rode Groep:  68 Aksarayspor · Adanaspor· Aliağa FK · Ankara Demirspor· Arnavutköy Belediye Futbol · Belediye Derincespor · Bursaspor · Fethiyespor · Isparta 32 · Kahramanmaraş İstiklalspor · 1461 Trabzon FK · Kırklarelispor · Mardin 1969 · Menemen FK · Muş · Somaspor · Yeni Mersin İdman Yurdu · Yeni Malatyaspor
Süper Lig · TFF 1. Lig · TFF 2. Lig · TFF 3. Lig · Bölgesel Amatör Lig · Beker · Supercup

Turkse voetbalbond · Nationaal elftal
Albanië ·
België · 
Bulgarije ·
Curaçao ·
Cyprus · 
Denemarken · 
Duitsland · 
Engeland · 
Estland · 
Finland · 
Frankrijk · 
Georgië · 
Gibraltar ·
Griekenland · 
Italië · 
Kroatië · 
Luxemburg · 
Nederland · 
Noord-Ierland · 
Noord-Macedonië · 
Noorwegen · 
Oekraïne · 
Oostenrijk · 
Polen · 
Portugal · 
Roemenië · 
Rusland · 
Schotland · 
Servië · 
Slovenië · 
Slowakije · 
Spanje · 
Tsjechië (Moravië / Bohemen) ·
Turkije · 
Wales · 
Zweden · 
Zwitserland